# 龍口町
龍口町為臺灣日治時期臺北市之行政區，共分一～五丁目，町名源自清治時期之龍匣口，該町因總督府中學建校所在，文教風氣頗盛，也多日籍移民所居。戰後劃入古亭區，約為今臺北市中正區三元街以北、南海路以南的泉州街全域及和平西路二段、寧波西街之一部份。

## 町內設施
- 台灣教育會館（一丁目，現二二八國家紀念館）
- 台北第一中學校（一丁目，現建國中學）
- 台北女子高等學院（一丁目，現國語實小）
- 龍口町塵芥燒卸場（五丁目，今遺跡尚存，位於和平西路二段104巷西側）